# Marek Koźmiński
Marek Jan Koźmiński (uitspraak: [ˈmarɛk kɔʑˈmʲiɲski], ong. marek kozjmienskie) (Krakau, 7 februari 1971) is een voormalig profvoetballer uit Polen, die zijn actieve carrière in 2004 afsloot bij Górnik Zabrze in zijn vaderland.

## Clubcarrière
Koźmiński speelde vier seizoenen als verdediger/middenvelder voor Hutnik Kraków, toen hij in 1992 naar Italië vertrok en een contract tekende bij Udinese Calcio. Na vijf seizoenen vertrok hij naar Brescia Calcio, waar hij eveneens vijf seizoenen speelde en uitkwam in 110 competitieduels.

## Interlandcarrière
Koźmiński maakte deel uit van de Poolse selectie die de zilveren medaille won bij de Olympische Spelen in Barcelona. Hij speelde daar mee in alle zes duels van de ploeg van bondscoach Janusz Wójcik, en scoorde een keer.
Koźmiński kwam 45 keer (één doelpunt) uit voor de nationale ploeg van Polen in de periode 1992–2002. Hij maakte zijn debuut op 9 september 1992 in de vriendschappelijke thuiswedstrijd tegen Israël die eindigde in een 1-1 gelijkspel. Ook Marcin Jałocha maakte in dat oefenduel voor het eerst zijn opwachting in de Poolse ploeg.
Koźmiński nam met Polen deel aan het WK voetbal 2002 in Japan en Zuid-Korea. Daar speelde hij zijn 45ste en laatste interland; op vrijdag 14 juni in Polens laatste groepsduel tegen de Verenigde Staten (3-1-overwinning). Zijn eerste en enige interlandtreffer maakte hij op 14 oktober 1992, toen hij de score opende in het WK-kwalificatieduel tegen Nederland (2-2) in Rotterdam.

## Erelijst
PAOK Saloniki
- Grieks bekerwinnaar

2003
 Polen
- Olympische Spelen

Barcelona 1992 →  zilveren medaille